# 756 Lilliana
756 Lilliana је астероид главног астероидног појаса. Приближан пречник астероида је 71,50 ,
а средња удаљеност астероида од Сунца износи 3,195 астрономских јединица (АЈ).
Инклинација (нагиб) орбите у односу на раван еклиптике је 20,350 степени, а орбитални период износи 2085,981 дана (5,711 година). Ексцентрицитет орбите астероида износи 0,147.
Апсолутна магнитуда астероида износи 9,60 а геометријски албедо 0,050.
Астероид је откривен 26. априла 1908. године.